# Batman: The Brave and the Bold — The Videogame
Batman: The Brave and the Bold — The Videogame — компьютерная игра, выпущенная 7 сентября 2010 года. Основана на образе персонажа комиксов Бэтмене и телесериале Batman: The Brave and the Bold, разработана WayForward Technologies и издана компанией Warner Bros. Interactive Entertainment. Вышла для игровых приставок Wii и Nintendo DS.

## Игровой процесс
Batman: The Brave and The Bold — The Videogame — beat ’em up/платформер с двухмерными анимированными визуальными эффектами на основе мультфильма. Каждый уровень представлен как эпизод и показывает, что Бэтмен объединиется с одним из нескольких супергероев, таких как: Пластик-Мэн, Робин, Зелёная Стрела и Аквамен, чтобы останавливать различных злодеев. Версия Wii может воспроизводиться как с двумя игроками, контролирующими каждого героя, или как однопользовательская игра с игроком, объединённым с компьютерным искусственным интеллектом. Игроки имеют доступ к нескольким гаджетам[неизвестный термин] и могут также провести атаку вместе с другим героем.
Версия Nintendo DS — это однопользовательская игра, в которой игрок переключает управление между Бэтменом и доступным героем, используя каждую из своих способностей для продвижения по каждому уровню. Игроки обеих версий игры могут управлять Бет-Майтом; в версии Wii через подключение к Nintendo DS.

## Разработка
Игра была разработана WayForward Technologies под руководством Адама Тирни и издана компанией Warner Bros. Interactive Entertainment. Когда разработчики представили идею игры Warner Bros., они описали её как «играемый мультфильм». Цель состояла в том, чтобы заменить катсцены с исчерпывающими диалогами на более чем 400 страниц на случайные разговоры, которые разыгрывались прямо во время игры. Работая в тесном сотрудничестве с Warner Bros. Animation, WayForward получила не только поддержку для развития своего подхода, но и инструменты, необходимые для успеха игры, включая листы моделей, справочные материалы, а также ресурсы для записи и анимации.

## Отзывы
| Сводный рейтинг       | Сводный рейтинг | Сводный рейтинг |
| Издание               | Оценка          | Оценка          |
| Издание               | DS              | Wii             |
| --------------------- | --------------- | --------------- |
| GameRankings          | 73,77 %         | 73,21 %         |
| Metacritic            | 74/100          | 70/100          |
| Иноязычные издания    |                 |                 |
| Издание               | Оценка          | Оценка          |
| Издание               | DS              | Wii             |
| 1UP.com               | N/A             | B+              |
| Destructoid           | N/A             | 8/10            |
| Game Informer         | N/A             | 8,5/10          |
| GamePro               | N/A             | [ 10 ]          |
| GameSpot              | 7,5/10          | 7/10            |
| GameTrailers          | N/A             | 7,5/10          |
| GameZone              | 6,5/10          | 6/10            |
| IGN                   | 7,5/10          | 6,5/10          |
| Joystiq               | N/A             | [ 18 ]          |
| Nintendo Life         | [ 19 ]          | [ 20 ]          |
| Nintendo Power        | N/A             | 7/10            |
| Nintendo World Report | 8,5/10          | N/A             |
| ONM                   | N/A             | 83 %            |

GameRankings дал игре 73,21 % для версии на Wii и 73,77 % для версии на DS; в то время как Metacritic дал 70 очков из 100 версии на Wii и 74 из 100 для версии на DS.
IGN дала версии на Wii 6,5 баллов, заявив, что она слишком повторяется для игры за 40 долларов, в то время как версия DS получила оценку 7,5, заявив, что «веселье не продлится долго, но это удовлетворительно». 1UP.com дала версии на Wii ранг B +, сказав: «В то время как она слишком сильно ошибается в сторону простоты, The Brave And The Bold — всё ещё отличная семейная игра во вселенной Batman». GameSpot дал версии на Wii 7 баллов, назвав её интересной, но в ней не хватает вызова. GameTrailers дал игре 7.5 баллов. GameSpot также присудил этой игре награду за «Лучшее использование лицензии» в 2010 году.